# 谷鸞
谷鸞（1493年—？），字應和，騰驤左衛軍籍、順天府大興縣人，明朝官员。

## 生平
順天府鄉試第六十七名舉人。正德十六年（1521年）中式辛巳科會試第三百二名，登第三甲第一百七十名進士。

## 家族
曾祖谷晉金；祖父谷榮；父谷祥，母徐氏；繼母王氏。具庆下。弟谷鹏。